# Akvizicija poduzeća
Akvizicija poduzeća (eng. acquisition) je preuzimanje (najčešće kupnja) kakvog poslovnog subjekta od strane druge tvrtke pri čemu se imovina ciljanog poduzeća preuzima u cijelosti ili skoro u cijelosti. 